# Christiansholm (ø)
 For alternative betydninger, se Christiansholm. (Se også artikler, som begynder med Christiansholm)
Christiansholm - i daglig tale Papirøen - er en delvist kunstigt opdæmmet ø i Københavns Havn som ligger lige nord for Christianshavn. I 1695 anlagde Kaptajn Johan Georg Motzmann, ved hjælp af indpæling og opfyldning, en kølhalingsplads, og til at starte med var øen da også opkaldt efter ham, og hed Motzmann Plads. Dengang lå den isoleret i det åbne vandområde bag voldene. Kun det oprindelige Christianshavn og Nyholm nord for var ellers beliggende i nærheden.
Motzmann manglede dog penge til at fuldføre projektet så samtidigt med at staten begyndte at anlægge Nyholm købte den øen i 1723 og overdrog den til Marinen. Et krigshospital blev indrettet indtil pladsen under Christian d. 6 blev fuldført. Derefter blev øen brugt som oplagsplads for kanoner. På det tidspunkt var øen helt uden forbindelse med såvel Nyholm som Christianshavn. Senere blev øen omdøbt til Christiansholm.
Hamrens og Søetatens Laboratorium blev også anlagt på øen. Knud Bokkenheuser fortæller i sin bog fra 1903 Vandringer i det gamle Christianshavn at, Dette Laboratorium var egentlig et Krudtværk, der tidt forvoldte Vanskeligheder. En Gang sprang det i Luften, da Guds Vejr og Tordenslag ramte det, en anden Gang lagde en Vaadeild det øde med saa stor Tummel og Allarin, at Vinduer og Tage i Huse, der laa langt derfra, sprunge udi mange lusende Stykker og blev ganske udi Grund bedærvede.
Frem til at Arsenaløen i 1863 blev landfast med Christianshavn fungerede Christiansholm som adgangsport til Arsenaløen og de øvrigt holme nord for. Deraf kommer også Arsenalbygningernes udformning med pompøs adgangsport. I 1700-tallet lå der en bro i midten op til porten, og på Christiansholm var der oplæg for kanonkugler til hastig udrustning af orlogsskibe. I 1750 blev der opført en mastekran magen til den vi kender på Nyholm. Denne stod i ca. 100 år inden den blev nedbrudt i 1869. Broen til Chrstiansholm blev nedtaget i 1866, da Søværnet solgte Christiansholm. Ved samme lejlighed blev den adgangsvej, som findes i dag anlagt. 
A/S Christiansholm Fabrikker holdt til på øen fra 1896 til 1920. Fra den periode står stadig kedel- og maskinhuset fra 1909. Bygningen er meget typisk for sin tid, men spændende placeret med facaden ved vandet.
Christiansholm var i mange årtier hjemsted for Den Danske Presses Fællesindkøbsforening (DDPFF), der blev opført i 1958. Derfor går øen i daglig tale under navnet Papirøen. Den Danske Presses Fællesindkøbsforening overdrog pr. årsskiftet 2012/2013 sine bygninger til selskabet Christiansholm Ø ApS. By & Havn indgik samtidig en aftale med Christiansholm Ø ApS om udvikling af øen. Øen var frem til udgangen af 2017, hvor udlejningsperioden ophørte, hjemsted til en del kreative virksomheder såsom Experimentarium, Cobe, Copenhagen Street Food, Copenhagenize Design Company, Purpose Makers, Cykling Uden Alder og Henrik Vibskov. Derudover er øen også hjemsted for to firmaer der opererer turbåde i Københavns Havn, samt konsulentfirmaet Mægler Support ApS.
I 2016 udvalgte Danica Pension Cobe til at udvikle Papirøen til en ny københavnsk bydel. Den svenske entreprenørvirksomhed NCC skal i samarbejde med tegnestuen bl.a. bygge ejerlejligheder, almene boliger, et hotel, en markedshal til butikker, cafeer, restauranter og et stort vandkulturhus på øen. Projektet forventes færdigt i 2023.